# Живко Иванов (художник)
 Тази статия е за художника Живко Иванов.  За геолога вижте Живко Иванов.  
Живко Иванов е български художник-живописец.

## Биография
Роден е в град Бургас на 2 септември 1953 година. През 1972 година завършва Художествената гимназия в София, а през 1979 година завършва ВИИИ „Николай Павлович“.
Стилът му се определя от изкуствоведите като лиричен експресионизъм, а сам определя стила си като „ЖивкоПис“.
Има над 60 самостоятелни изложби, сред които и изложби в Белгия, Великобритания, Германия, Ирландия, Нидерландия, Словения, Сърбия, Чечения.
През 2009 година Иванов получава наградата „Художник на годината“ на Община Бургас. През юли 2020 година Живко Иванов печели наградата на Община Бургас на името на големия бургаски художник Ненко Токмакчиев за картината „Спомен за Н. Т.“. През септември 2020 година печели и голямата награда на Община Бургас за живопис на биеналето за съвременно изобразително изкуство „Приятели на морето“ за картината „В края на сезона“.
Умира на 6 октомври 2023 г.